# Амирджан

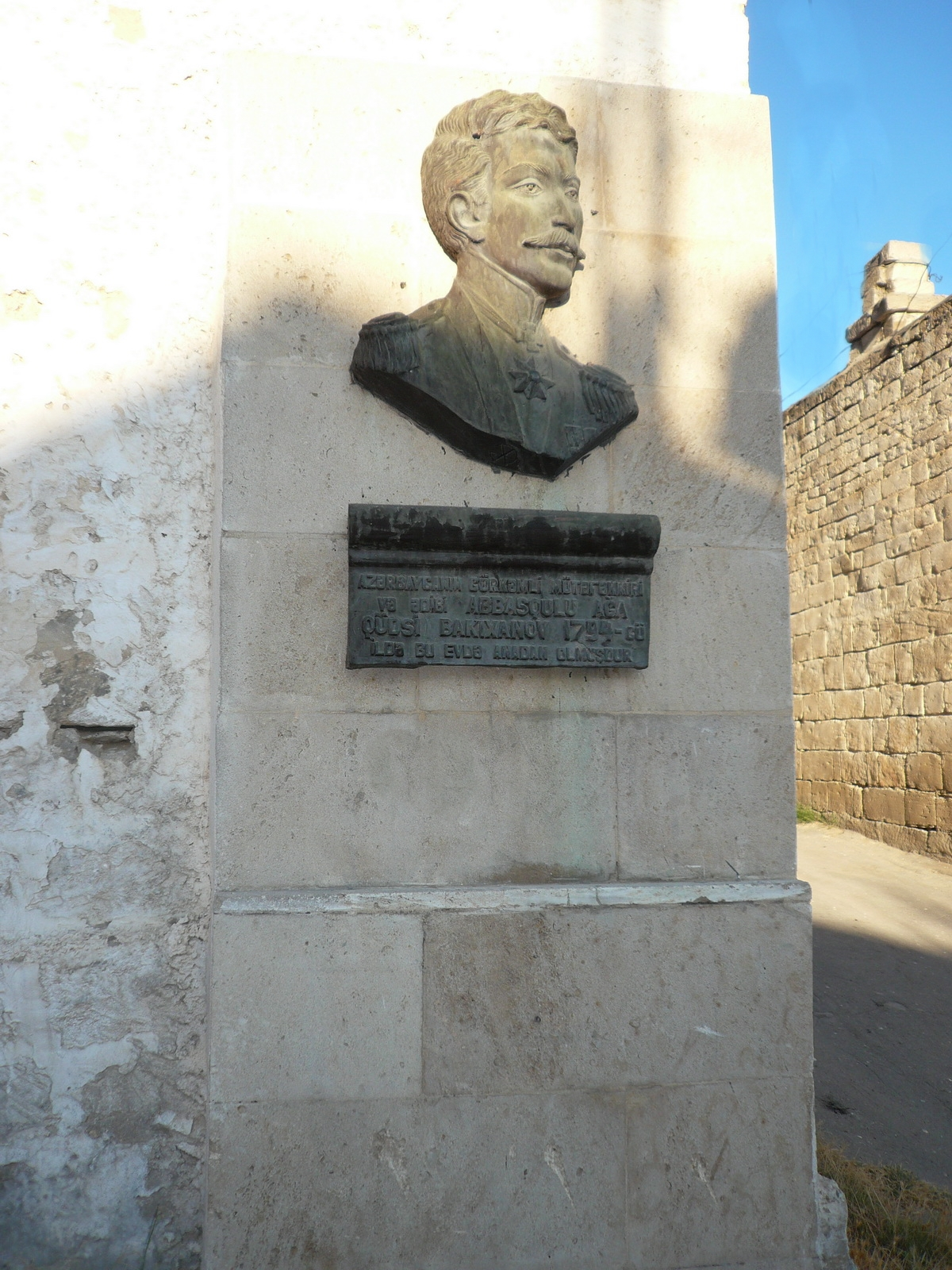

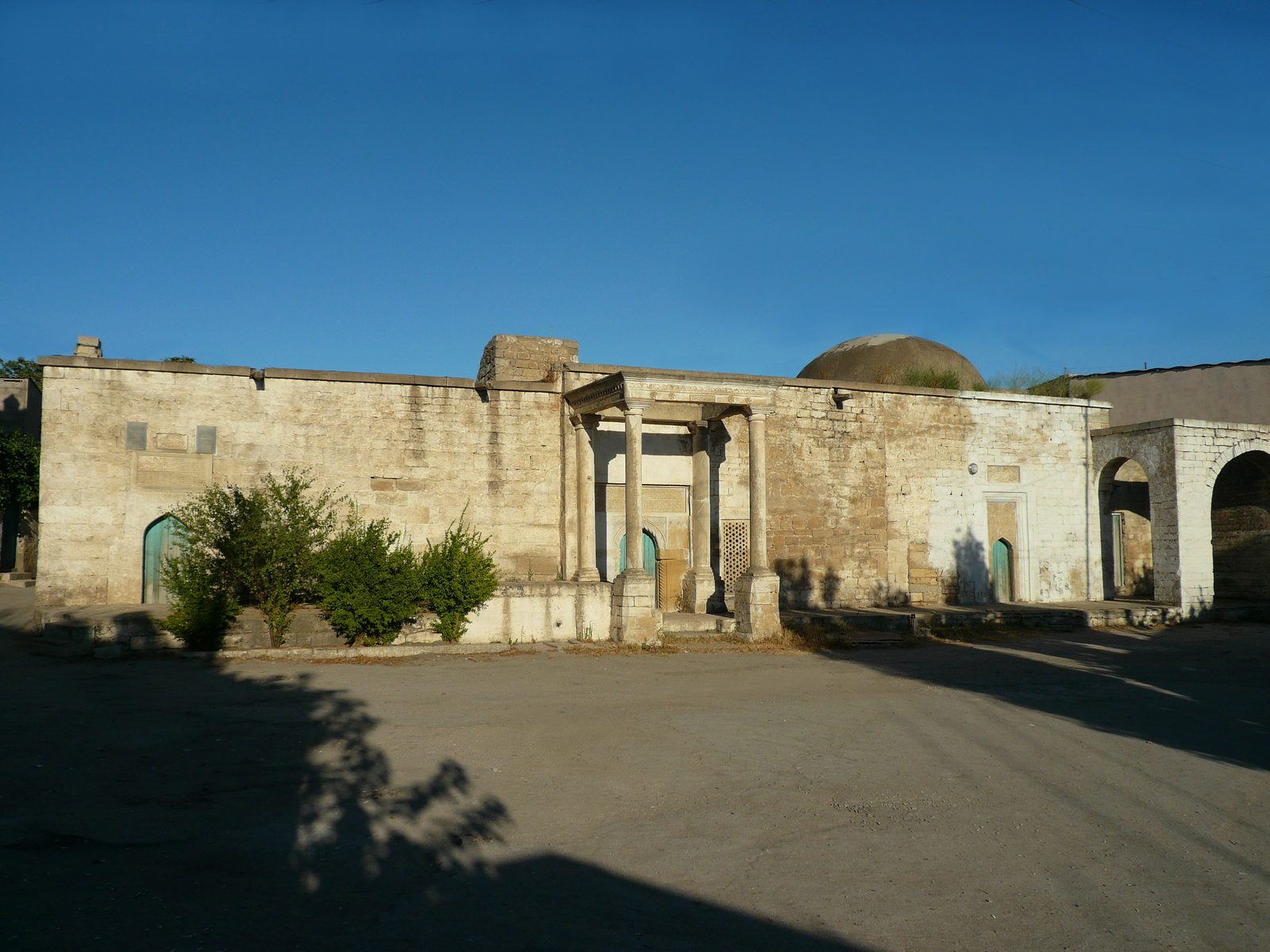

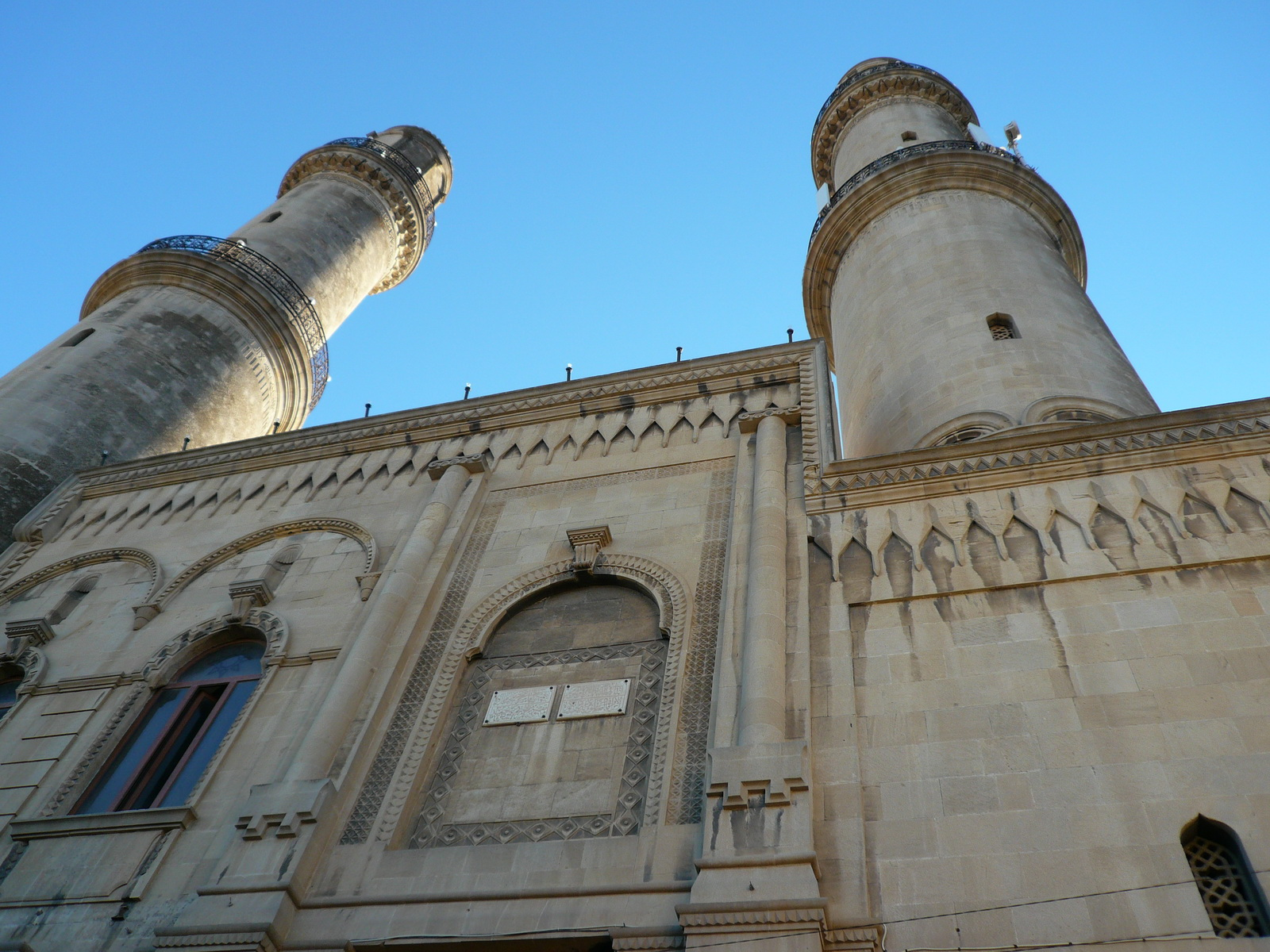

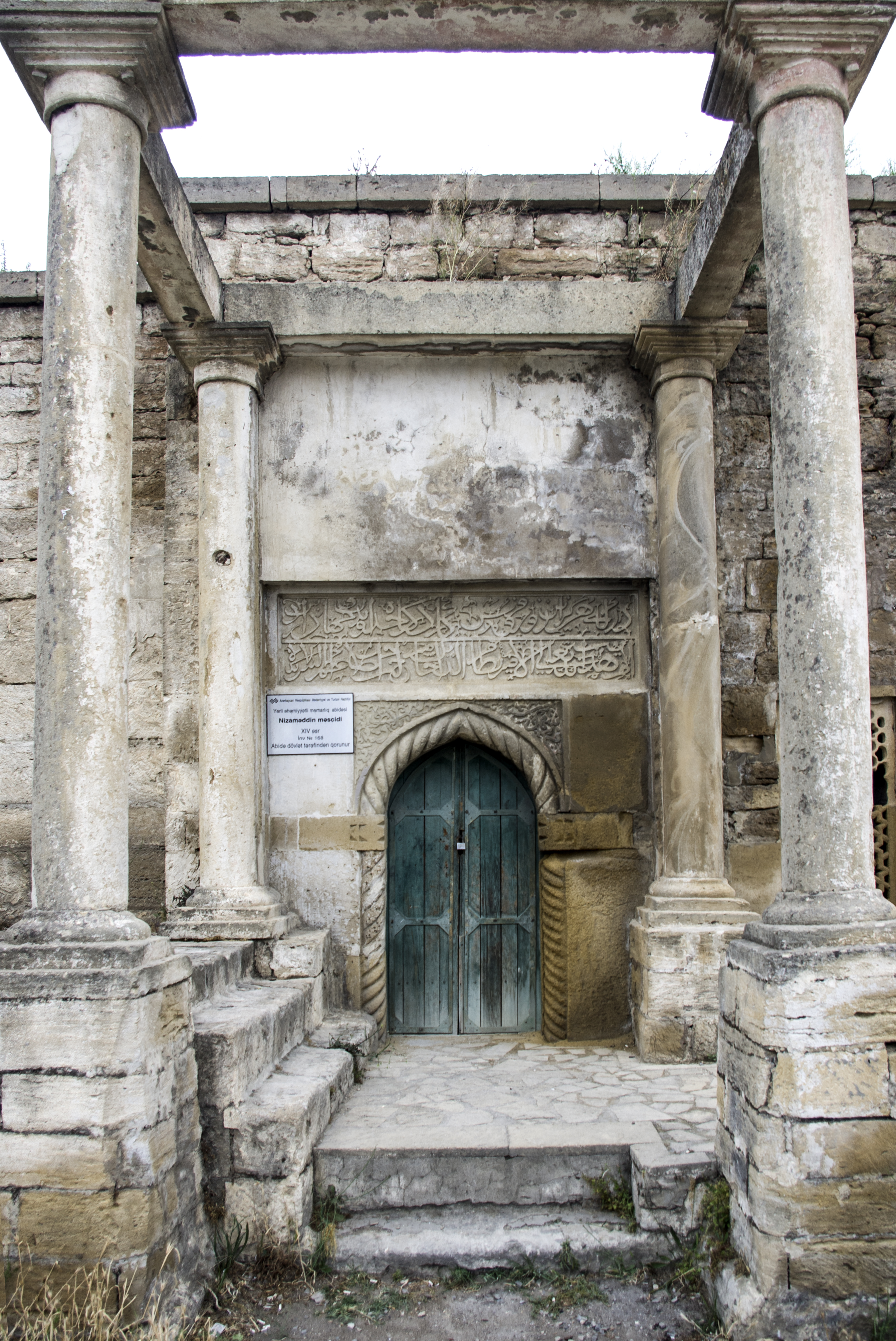

Амирджан (уст. Амираджан, Амирджаны; азерб. Əmircan) — посёлок городского типа в административном подчинении Сураханского района города Баку, Азербайджан. В посёлке расположена одноимённая железнодорожная станция. Населённый пункт имеет статус посёлка городского типа с 1936 года. По данным БСЭ в Амирджане действовали заводы сухих трансформаторов и строительных материалов, а также текстильная фабрика. Велась добыча нефти.
Место рождения Национального героя Азербайджана Альберта Агарунова. 

## История
Название Амирджан (Эмир Хаджан) происходит от имени эмира Низам-ад-Дина эмир Хаджа, являвшегося крупным феодалом и владевшим селением. Имя Низам-ад-Дина эмир Хаджа высечено над дверями мечети XIV века в Амирджане, которая была им построена.
По словам местного жителя Хаджи Хейбат-кули Мамедова (1935): «Амираджаны основали 21 семейство, выходцев из местности между Дамаском и Алеппо, к которым впоследствии присоединились пришельцы из Хаджи-Кабула, Хилли, Сальян, Хилли Калабазара и других местностей Азербайджана». Также один из родов Амирджан именуется Джозали — «большой род, свое происхождение ведет от Сирийских арабов, рассеяны по всему селению».
Об Амирджане в 1851 году писал русский учёный, исследователь Баку, К. Спасский-Автономов:

Селение Амираджанъ лежит в 12 верстах от Баку, между городом и вечными огнями, под гребнем Ясамала, на берегу большого, но почти безводного русла солённого озера. Амираджань замечателен по выделке ковров.

## Население
По статистическим данным Российской империи 1893 года, этнический состав Амирджана составляли таты.
| 1959   | 1970   | 1979   | 1989   | 2011   |
| ------ | ------ | ------ | ------ | ------ |
| 12 221 | 14 466 | 16 588 | 17 815 | 29 500 |

### Известные уроженцы
Уроженцами Амирджана являются: Аббас Кули Ага Бакиханов — азербайджанский учёный-просветитель, поэт и писатель. Муртуза Мухтаров и Ага Шамси Асадуллаев — азербайджанские нефтепромышленники, меценаты. Али Сойбат Сумбат оглы Сумбатзаде — азербайджанский и советский историк-востоковед, академик Академии наук Азербайджанской ССР. Саттар Бахлулзаде — азербайджанский советский живописец XX века. Альберт Агарунов — азербайджанский танкист, участник Карабахской войны, Национальный герой Азербайджана.  Сона Нуриева — советская лётчица, одна из первых лётчиц-азербайджанок. Алиева Сона Алекперовна - советский известный зубной врач. Мурадов Алекпер Юнис оглы - азербайджанский кинорежиссер. Рамиз Ровшан — азербайджанский поэт, писатель, эссеист, кинодраматург, переводчик, Народный поэт Азербайджана. Агахан Абдуллаев — азербайджанский ханенде, народный артист Азербайджана. Тофик Байрам — азербайджанский поэт.

## Достопримечательности

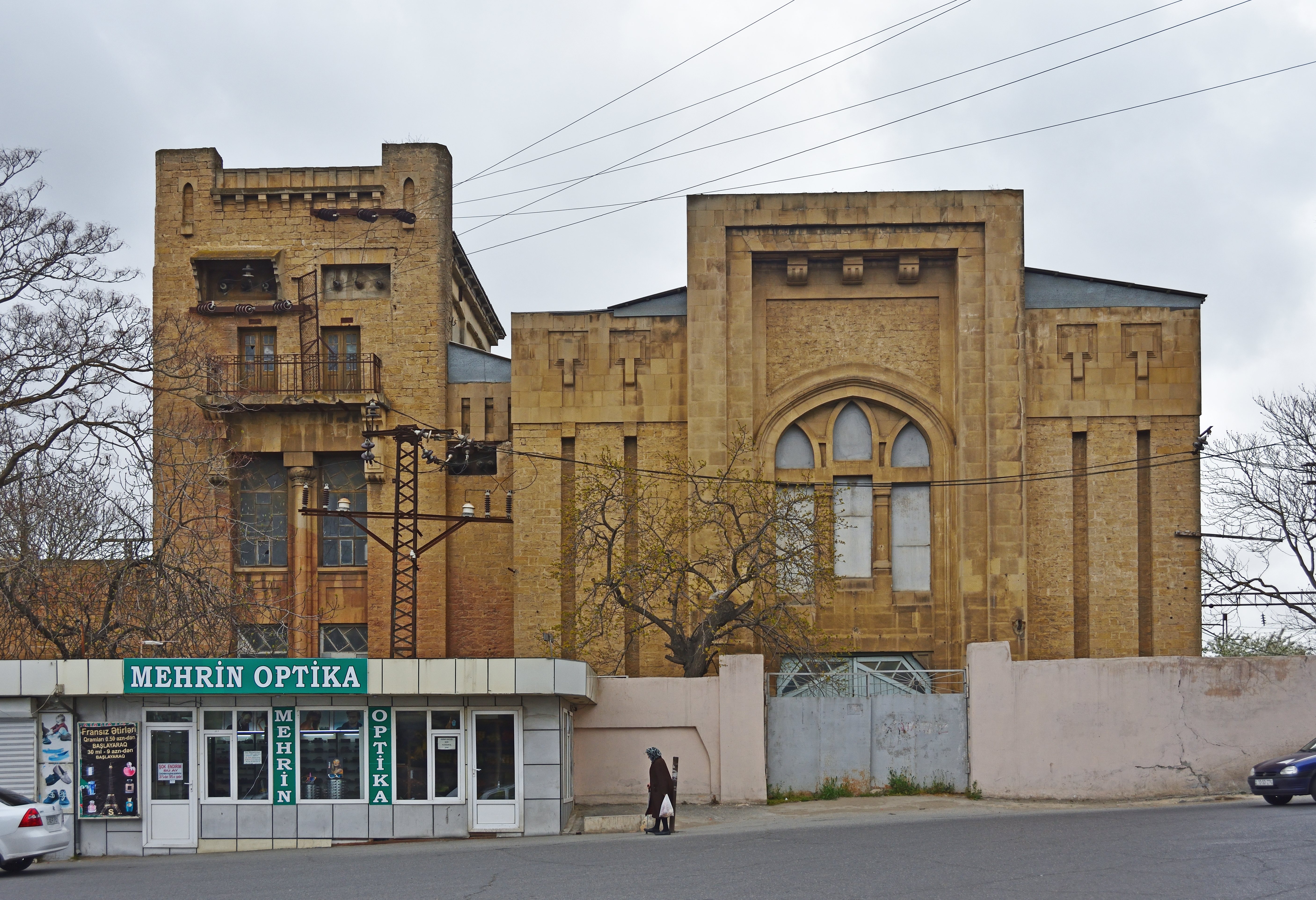
Здание железнодорожной станции в Амирджане

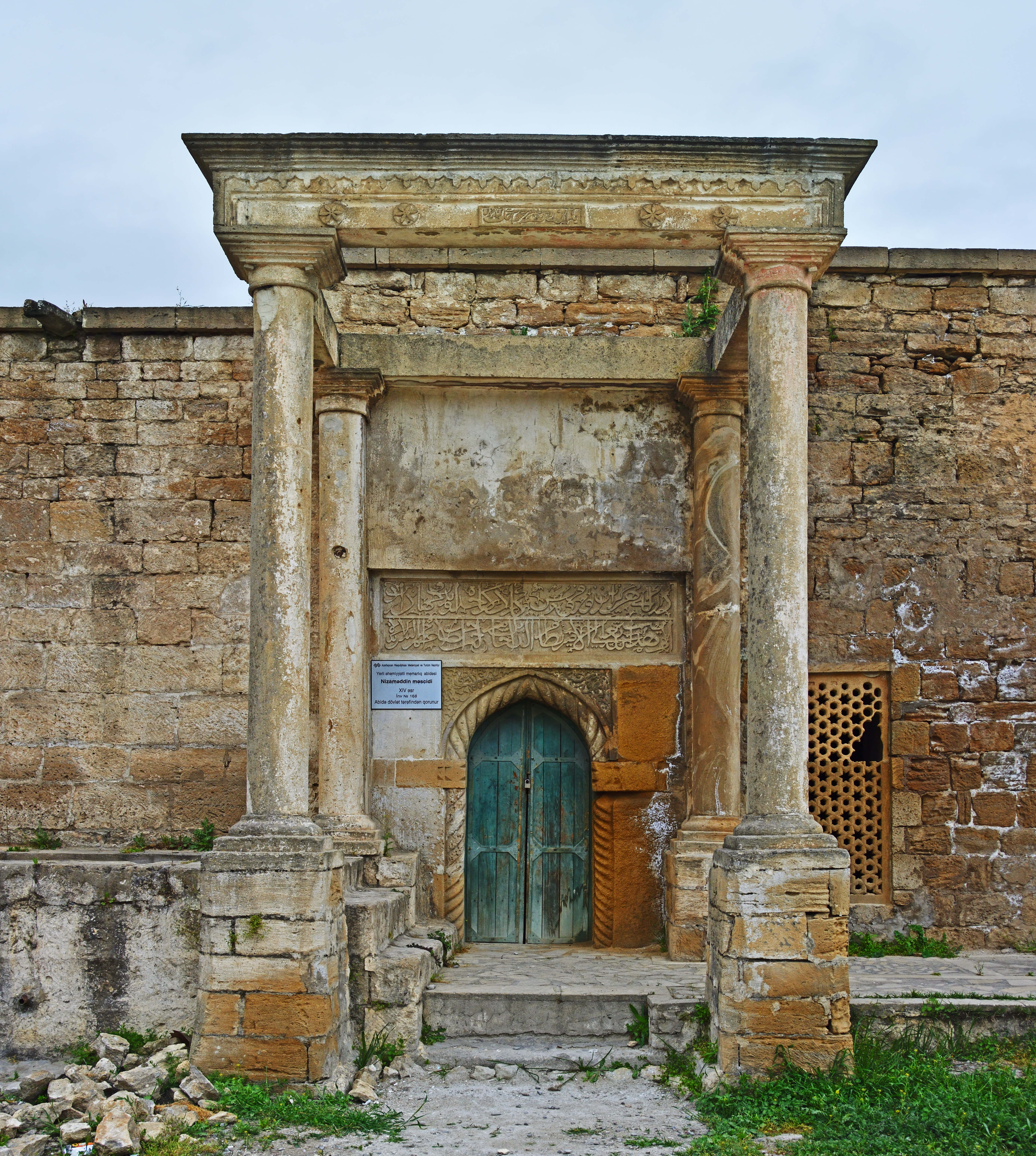
Мечеть Низам-ад-Дина

Памятник Саттару Бахлулзаде над его могилой в Амирджане

- Мечеть Низам-ад-Дина
- Мечеть Муртуза Мухтарова
- Дом-музей Саттара Бахлулзаде
- Гробница Эмир Хаджа